# Carl Moon
Carl (Karl) Everton Moon, född 5 oktober 1878 i Wilmington, Ohio, USA, död 24 juni 1948 i San Francisco, Kalifornien, USA, var en amerikansk fotograf, konstnär och illustratör, mest känd för sina porträtt av ursprungsfolk i delstaterna New Mexico, Arizona och Oklahoma. Han var samtida med den amerikanske fotografen och etnologen Edward S. Curtis (1868-1952).

## Biografi
Som liten fascinerades Carl Moon av de amerikanska ursprungsfolkens kultur och läste ofta äventyrsromaner av James Fenimore Cooper (1789-1851). Han bestämde sig tidigt för att, så snart han blev tillräckligt gammal, resa västerut till de områden där ursprungsfolken bodde. Efter examen från Wilmington High School gjorde han två års militärtjänst vid Ohio National Guard och gick sedan sex år i lära hos olika fotografer i Ohio, West Virginia och Texas. Den 18 maj 1901 gifte han sig med skolkamraten Bessie Lee Wilson (1878-?) i Franklin, Ohio. 1903 flyttade paret till Albuquerque, New Mexico, då Bessie insjuknat i tuberkulos. Ett av botemedlen vid denna tid var ett hett, torrt klimat som det i New Mexico. Moon inrättade i Albuquerque en fotostudio och började göra "konststudier" av ursprungsfolken i sydväst, Pueblo och Navajo, både i form av fotografier och oljemålningar.
Åren 1905-1906 hade Moon ett kortlivat partnerskap med affärsmannen Thomas F. Keleher, Moon-Keleher Studio. Som en följd av ett möte med förläggaren John Adams Thayer (1861-1936) började Moons bilder så småningom att dyka upp på omslagen av ”Ridgway Magazine” och i andra tidningar såsom ”The Literary Digest”, ”Century”, ”The Burr McIntosh Monthly” och ”The New York Times”. Han ställde ut på ”American Museum of Natural History” i New York och på ”Cosmos Club”, en exklusiv konstklubb i Washington D.C. Han fick en inbjudan från president Theodore Roosevelt (1858-1919) att ställa ut sina fotografier i Vita huset och detta främjade utan tvekan hans karriär. Strax efter att Roosevelt lämnat Vita huset fick han i uppdrag av Smithsonian Institute att samla in exemplar till deras nya museum. Roosevelt ville att Moon skulle följa med honom. De var goda vänner, båda jägare och ivriga friluftsmänniskor. Moon tog med sig sin kamera och tog hundratals foton av jakten, där 296 stora djur fälldes, inklusive nio lejon.

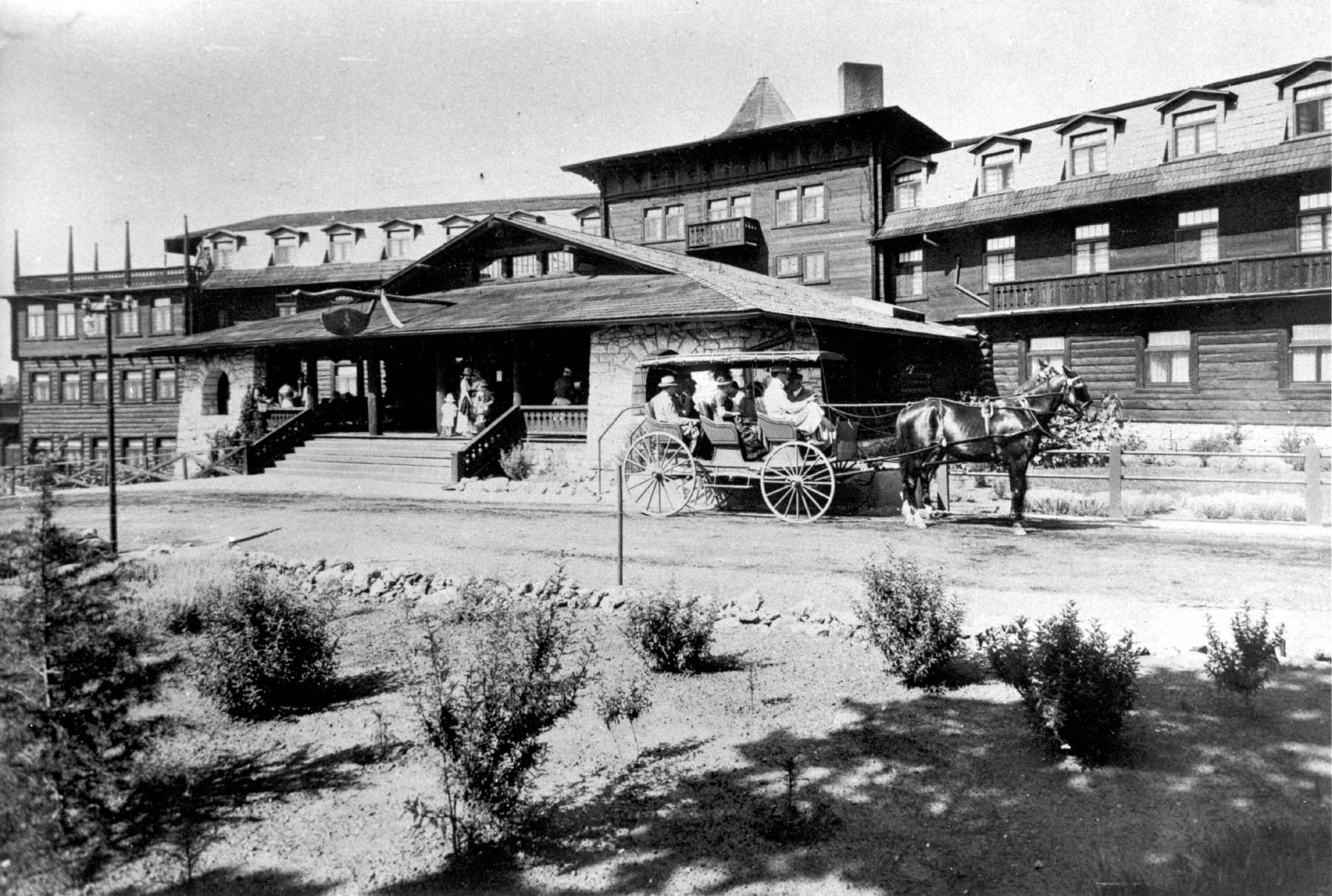
El Tovar Hotel, Grand Canyon Village, tidigt 1900-tal

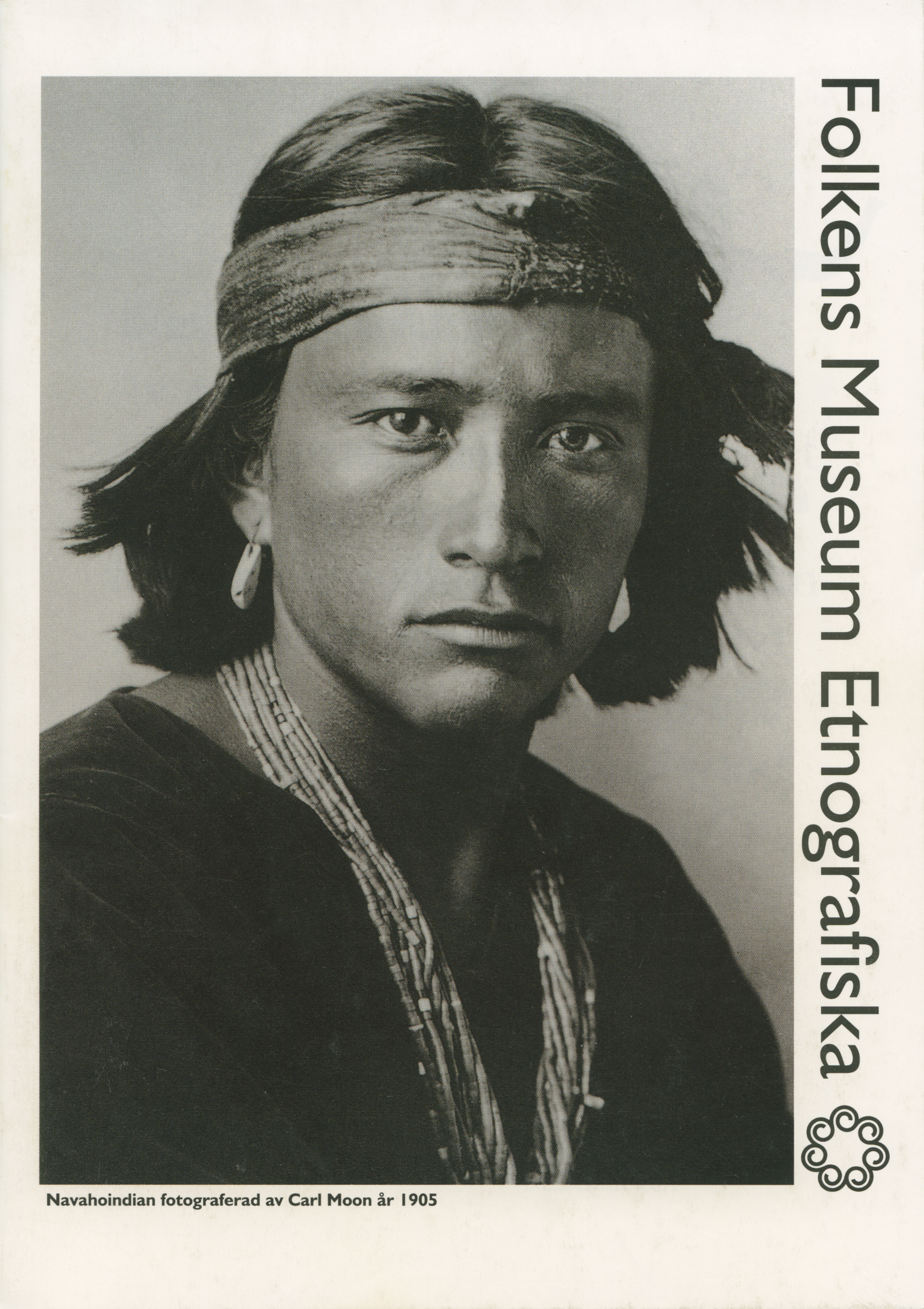
A Navaho Boy, fotografi av Carl Moon från 1905 på omslaget av broschyr utgiven 1998 av Folkens Museum Etnografiska (nuvarande Etnografiska museet).

Under åren 1907-1914 var Moon anställd av Fred Harvey (1835-1901) på Fred Harvey Company med studio i El Tovar Hotel i Grand Canyon Village i Arizona. Han producerade där fotografier till "Fred Harvey Collection of Southwest Indian Pictures". Samtidigt var han verksam som fotograf på "Santa Fe Railroad". Hans bilder dök upp (ofta okrediterade) i broschyrer och publikationer för båda företagen, bl.a. i katalogen "Photographic Studies of Indians by Karl Moon" från El Tovar Studio 1910 (studier av  ursprungsfolk i södra Colorado, New Mexico, Arizona och Kalifornien - Navajo, Hopi, Apacher, Zuni, Taos, Santo Domingo, Isleta, Laguna, Santa Clara, San Felipe, Acoma, m.fl.).
Under sina resor till Apache-landet 1910 träffade Moon många av dåtidens kända Apaches och blev i Oklahoma vän med Mangas Coloradas (ibland felaktigt kallad Magnus Colorado), Geronimo och Al-che-say (William Alchesay).
Det var i Grand Canyon, på El Tovar Hotel, som Moon 1909 träffade sin andra fru Grace Purdie (1884-1947), som var där tillsammans med sin mor. Det var kärlek vid första ögonkastet och efter en kort förlovning gifte sig Carl och Grace den 5 juni 1911 i St. Joseph, Missouri. De bodde sedan i studion i El Tovar och tillbringade många somrar bland ursprungsfolken i Taos, New Mexico, samt på Navajo- och Hopireservaten. De lärde sig att känna igen de utmärkande dragen hos Hopi, Taos, Havasupai, Navajo och andra stammar. 1914 flyttade paret till Pasadena, Kalifornien, där Carl fortsatte att arbeta som fotograf och konstnär. Han sålde sina fotografier för reklamändamål till stora företag såsom Stetson Hats, Seneca Coal Mining, Buffalo Bill Cody Wild West Shows, American Lumber Co., Red Carter Saloon och Wells Fargo. Han var medlem i Pasadena Art Association.
Moons anställning på "Fred Harvey Company" gav Carl och Grace möjligheten att resa vitt och brett genom Arizona, New Mexico, Utah och Colorado. Under dessa resor fick de höra många historier och legender som de nedtecknade. Sin författartalang upptäckte paret dock först 1914, kort efter det att de blivit hemmastadda i sin nya studio i Pasadena. När de egna två barnen uttryckte sin förtjusning över deras berättelser om de amerikanska ursprungsfolken bestämde de sig för att satsa på skrivandet. En första bok, ”Indian Legends in Rhyme”, utkom 1917. Grace skrev dikterna och Carl illustrerade dem. Grace skrev de flesta av de 20-tal barnböcker som sedan följde, men "Lost Indian Magic" (1918), "Wongo and the Wise Old Crow" (1923), "The Book of Nah-Wee" (1932) och "One Little Indian" (1950) skrev de tillsammans, den sistnämnda utkommen postumt efter Carls död 1948. Carls första egna bok var "The Flaming Arrow" (1927), sedan följde "Painted Moccasin" (1930) och "Tah-kee: the Boy From Nowhere" (1932). Ett flertal av böckerna illustrerades av Carl med färgtryck (gjorda från hans oljemålningar), teckningar och svartvita fotografier. Under åren av bokskrivande blev makarna Moon uppskattade både av förläggare och läsare och mottog många utmärkelser och hedersbetygelser för sitt arbete. Många av berättelserna som Moon läste som liten beskrev ursprungsfolken som vildar, grymma och okunniga, och betonade modet hos de vita män som bekämpade dem. Men i stället för att jaga ursprungsfolken med gevär och bowiekniv, som hans barndoms bokhjältar alltid gjorde, ville Moon hedra dem med kamera, penslar och anteckningsblock. Hans mål var att ge ett realistiskt porträtt av ursprungsfolken.
1923 köpte järnvägsmagnaten Henry E. Huntington (1850-1927) 293 stora, monterade fotografiska tryck och 12 oljemålningar av Moon (ytterligare 12 målningar köptes 1925). Detta är fortfarande den största och mest kompletta, bevarade samlingen av Carl Moons verk. 1924 började Moon arbetet med "Indians of the Southwest”, en uppsättning med hans 100 finaste tryck, som såldes för den då astronomiska summan $3,500. Dock producerades endast tio exemplar efter att den publicerats 1939.

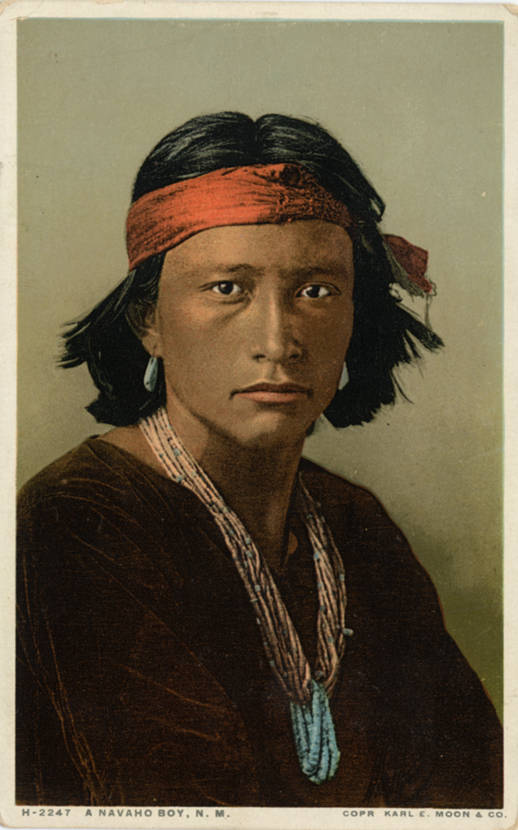
A Navaho Boy (1905).
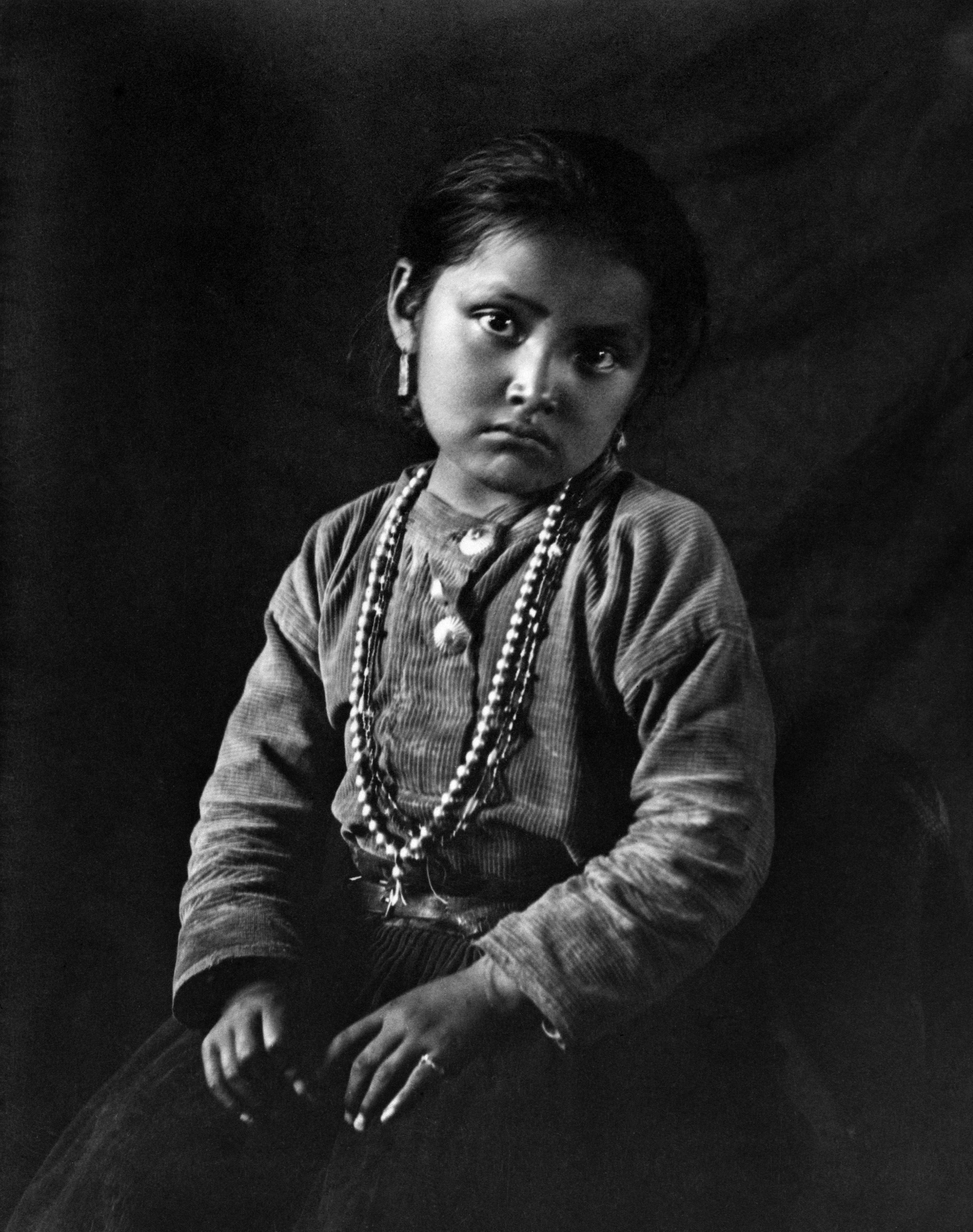
Little maid in the desert (1914).
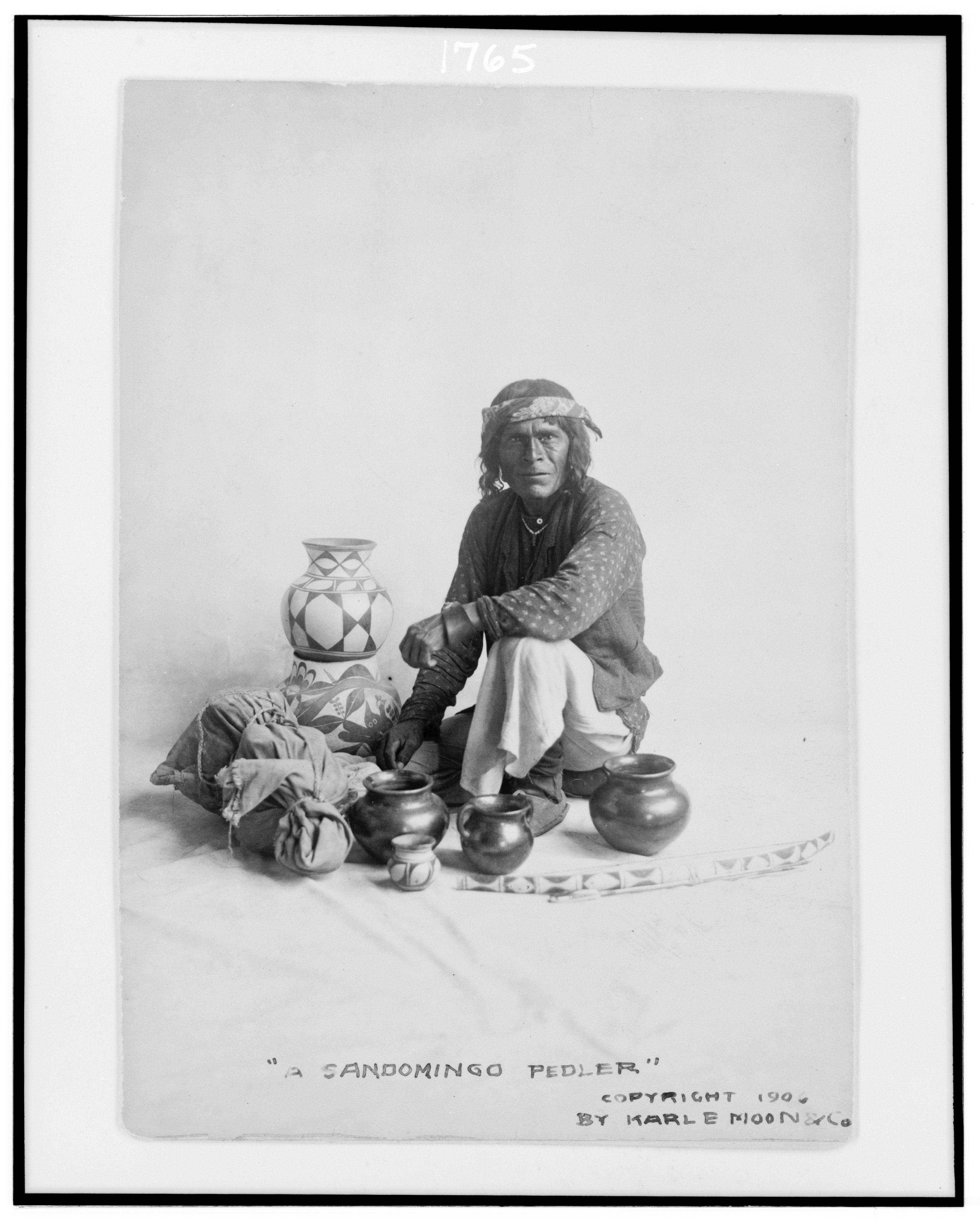
A Sandomingo pedler (1906).
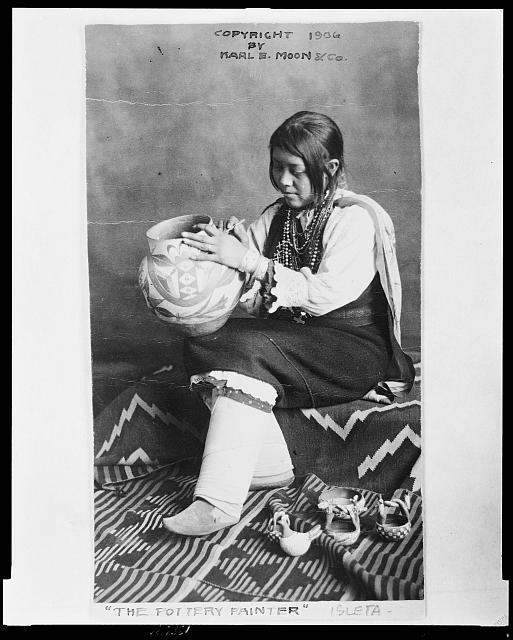
The Pottery painter Isleta (1906).
The Peace pipe (1914).
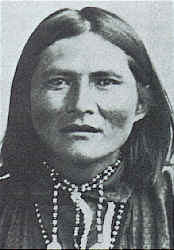
Alchesay.

I slutet av sin karriär hade Moon fotograferat tjugonio stammar och byar i hela sydvästra USA. Nästan alla hans fotografier är signerade "Karl Moon", förutom de efter 1918 då han ändrade stavningen av förnamnet till Carl. Många av utskrifterna är också stämplade "copyright Fred Harvey", vilket indikerar att de gjordes medan Moon arbetade där, 1907-1914. Moon upphovsrättsskyddade många av sina egna verk och en daterad upphovsrättsstämpel är präglad i utskrifterna. Hans verk finns idag på Hubbell Trading Post (Ganado, Arizona), Huntington Library (San Marino, Kalifornien), Montclair Art Museum (New Jersey), Southwest Museum (Los Angeles), Congress of Library - American Museum of Natural History (New York) och National Collection of Fine Arts (Washington, D.C.).
Carl Moon dog den 24 juni 1948 i San Francisco, hemma hos sin dotter.

## Barnböcker i urval
Samtliga illustrerade av Carl Moon.
Grace Moon:
- Indian Legends in Rhyme (1917). New York: Frederick A. Stokes Company
- Runaway Papoose (1928). New York: Doubleday, Doran & Co

Grace & Carl Moon:
- Lost Indian Magic: A Mystery Story of the Red Man as He Lived Before the White Men Came (1918). New York: Frederick A. Stokes Company
- Wongo and the Wise Old Crow (1923). Chicago: Reilly & Lee Co
- The Book of Nah-Wee (1932). New York: Doubleday, Doran & Co
- One Little Indian (1950). Chicago: Albert Whitman & Company

Carl Moon:
- The Flaming Arrow (1927). New York: Frederick A. Stokes Company
- Painted Moccasin (1931). New York: Frederick A. Stokes Company
- Tah-kee: the Boy From Nowhere (1932). New York: Frederick A. Stokes Company

## Familj
Carl Moon var son till läkaren Sylvester Bronson Moon (1835-1919) och Lucy Brunetta "Nettie" Gudgen (1846-1928). Han hade fyra syskon - två bröder och två systrar. Han gifte sig två gånger - 1901 med Bessie Lee Wilson (1878-1909) och 1911 med Grace Purdie (1884-1947). Han fick två barn i sitt andra äktenskap - Francis och Mary Carol.